# Bundesministerium (Österreich)
Die Bundesministerien der Republik Österreich (historisch auch: Staatsämter) gehören zur Exekutive der Bundesregierung der Republik Österreich.

## Die Ministerien

### Aktuelle Ministerien
Die folgende Tabelle enthält alle heute bestehenden Ministerien (Stand April 2025)
| Ressort                                                                           | Name | Standort                                                     |
| --------------------------------------------------------------------------------- | --- | ------------------------------------------------------------ |
| Bundeskanzleramt                                                                  | Bundeskanzleramt                                                                                        | Ballhausplatz 2, 1010 Wien 48° 12′ 30,4″ N, 16° 21′ 49,1″ O  |
| Arbeit, Soziales, Gesundheit, Pflege und Konsumentenschutz                        | Bundesministerium für Arbeit, Soziales, Gesundheit, Pflege und Konsumentenschutz                        | Stubenring 1, 1010 Wien 48° 12′ 36″ N, 16° 22′ 58,8″ O       |
| Bildung                                                                           | Bundesministerium für Bildung                                                                           | Minoritenplatz 5, 1010 Wien 48° 12′ 35,8″ N, 16° 21′ 48,6″ O |
| Europäische und internationale Angelegenheiten                                    | Bundesministerium für europäische und internationale Angelegenheiten                                    | Minoritenplatz 8, 1010 Wien 48° 12′ 33,7″ N, 16° 21′ 53,1″ O |
| Finanzen                                                                          | Bundesministerium für Finanzen                                                                          | Johannesgasse 5, 1010 Wien 48° 12′ 18,8″ N, 16° 22′ 19,6″ O  |
| Inneres                                                                           | Bundesministerium für Inneres                                                                           | Herrengasse 7, 1010 Wien 48° 12′ 32,2″ N, 16° 21′ 56,5″ O    |
| Justiz                                                                            | Bundesministerium für Justiz                                                                            | Museumstraße 7, 1070 Wien 48° 12′ 20,8″ N, 16° 21′ 20,8″ O   |
| Frauen, Wissenschaft und Forschung                                                | Bundesministerium für Frauen, Wissenschaft und Forschung                                                | Minoritenplatz 5, 1010 Wien 48° 12′ 35,8″ N, 16° 21′ 48,6″ O |
| Innovation, Mobilität und Infrastruktur                                           | Bundesministerium für Innovation, Mobilität und Infrastruktur                                           | Radetzkystraße 2, 1030 Wien 48° 12′ 34″ N, 16° 22′ 58,4″ O   |
| Landesverteidigung                                                                | Bundesministerium für Landesverteidigung                                                                | Rossauer Lände 1, 1090 Wien 48° 13′ 7″ N, 16° 22′ 7″ O       |
| Land- und Forstwirtschaft, Klima- und Umweltschutz, Regionen und Wasserwirtschaft | Bundesministerium für Land- und Forstwirtschaft, Klima- und Umweltschutz, Regionen und Wasserwirtschaft | Stubenring 1, 1010 Wien 48° 12′ 36″ N, 16° 22′ 58,8″ O       |
| Wirtschaft, Energie und Tourismus                                                 | Bundesministerium für Wirtschaft, Energie und Tourismus                                                 | Stubenring 1, 1010 Wien 48° 12′ 36″ N, 16° 22′ 58,8″ O       |
| Wohnen, Kunst, Kultur, Medien und Sport                                           | Bundesministerium für Wohnen, Kunst, Kultur, Medien und Sport                                           | Radetzkystraße 2, 1030 Wien 48° 12′ 34″ N, 16° 22′ 58,4″ O   |